# 開花
開花（かいか、英: anthesis）とは、植物の花が咲く（花の蕾が開く）ことである。
そもそも、植物は茎頂か側芽に花芽が形成され、発達して大きくなり、その後開花して、生殖作用を行う。原因は葉で作られる花成ホルモンによって花芽の形成が促成され、葉原基の分化が花原基の分化に切り替えられるからとされるが、まだ詳しいメカニズムは分かっていない。なお、この切り替えは植物種固有の情報に基づくものであるが、光や温度などの環境要因による影響を受ける場合が多い。
気象学では、植物の花が5・6輪咲き始めた日を開花日とし、季節の判定の基準としており、気象庁でもソメイヨシノやウメ、アジサイ、ヤマツツジなどの開花日を観測している。

## 開花時期
植物が花を咲かせようとするための成長の切り換え（成長相転換）を花成（floral transition）という。この切り替えは、内的・外的要因によって制御されるが、一日のうちの昼夜の長さ光周期による影響が大きい一方、光周期に影響されない中性植物も存在する。
カリフォルニア州、アリゾナ州、ネバダ州の広大な砂漠では、十分に雨が降った次の年にスーパーブルームと呼ばれる一斉開花現象が見られる。
上記のように、特定の条件がそろったときに開花するが、普段と異なる時期に開花する場合は、狂い咲きと呼ばれる。また、春と秋など年に2回咲く花は、二季咲きという。

### 冬から早春の花
ツバキ（椿）は冬（春先）に花を咲かせる。理由として、冬は競争相手が少なく、餌の少ない時期の鳥に蜜を提供することで受粉を行う鳥媒花であるためである。
他に早春に咲く花としては、マンサク、フクジュソウなどのスプリング・エフェメラルがある。